# Кятук
Кятук (вірм. Քյաթուկ), Аггедік (азерб. Ağgədik) — село у Аскеранському районі Азербайджанської Республіки. Село розташоване на південний схід від Аскерана, поруч з селами Нахіджеванік, Вардадзор та Іванян.

## Історія
За переписом 1921 року у селі проживало 612 вірмен. У зв'язку з карабаським конфліктом село дуже сильно постраждало і наразі населення становить всього 8 осіб.

## Пам'ятки
У селі розташовані церква Сурб Аствацацін (Святої Богородиці) 19 століття, селище «Хін Кятук» (дослівно «Старий Кятук») 16-18 ст. та хачкар 13 століття.